# Kujudzsu Murat
Kujudzsu Murat pasa (oszmán törökül "Murad pasa, a kútásó", azaz "sírásó"; szerbhorvátul: Murat-paša Kujudžić; 1535–1611) oszmán boszniai államférfi volt, aki az Oszmán Birodalom nagyvezírjeként szolgált I. Ahmed uralkodása alatt, 1606. december 9. és 1611. augusztus 5. között. Talán ő volt Fatma szultána negyedik férje, III. Murád szultán (I. Ahmed nagyapja) lánya. 1611-ben házasodtak össze.

## Fordítás
Ez a szócikk részben vagy egészben  a   Kuyucu Murad Pasha című angol Wikipédia-szócikk ezen változatának fordításán alapul.  Az eredeti cikk szerkesztőit annak laptörténete sorolja fel. Ez a jelzés csupán a megfogalmazás eredetét és a szerzői jogokat jelzi, nem szolgál a cikkben szereplő információk forrásmegjelöléseként.